# Radioactivité éteinte
On parle de radioactivité éteinte quand un radioisotope a été présent (sur Terre ou sur un autre objet du Système solaire) mais qu'il s'est entièrement désintégré. En pratique on n'en parle que quand on a été capable d'identifier les produits de désintégration que le radioisotope éteint a laissés derrière lui. Les premières radioactivités éteintes à avoir été découvertes sont celles de l'iode 129 en 1960, du plutonium 244 en 1967, de l'aluminium 26 en 1974,, du béryllium 10 en 2000 et du fer 60 en 2004. C'est plausiblement la désintégration de l'aluminium 26 et du fer 60 incorporés dans les premiers objets solides du Système solaire qui a libéré l'énergie nécessaire à la fusion partielle des astéroïdes différenciés.
La mise en évidence des radioactivités éteintes requiert la mesure précise de certains rapports isotopiques (ou, dans le cas du plutonium 244, des traces de fission) dans des roches ou minéraux appropriés. Elle permet une chronologie fine de l'histoire précoce du Système solaire.

## Détection des radioactivités éteintes
Chaque noyau d'un radioisotope éteint s'est désintégré pour donner un descendant stable (ou radioactif mais de demi-vie suffisamment grande pour être encore présent aujourd'hui). Ce faisant, il a augmenté l'abondance du descendant : c'est la présence dans un échantillon d'un excès de ce descendant (par rapport à d'autres échantillons) qui trahit la présence de l'isotope éteint au sein de l'échantillon quand il s'est formé. Le détail de la détection varie d'une radioactivité éteinte à l'autre en fonction notamment des caractéristiques des autres isotopes de l'élément-père et de l'élément-descendant.
Jusqu'en 1974 tous les échantillons terrestres, lunaires ou météoritiques dans lesquels on mesure la composition isotopique du magnésium montrent le même résultat, aux incertitudes de mesure près : 78,99 % 24Mg, 10,0 % 25Mg et  11,01 % 26Mg. Plus précisément, en termes de rapports isotopiques : 25Mg/24Mg = 0,12663 et 26Mg/24Mg = 0,139805. Cette homogénéité des compositions isotopiques est en accord avec l'hypothèse d'une nébuleuse solaire bien mélangée, essentiellement homogène isotopiquement. En 1974 de premiers excès de  26Mg sont mis en évidence dans des inclusions de la météorite d'Allende,. En 1976 quelques grains d'une enclave réfractaire de la même météorite montrent des rapports 26Mg/24Mg allant jusqu'à 0,14164, et linéairement corrélés au rapport Al/Mg : (26Mg/24Mg) = a (27Al/24Mg) + b. L'ordonnée à l'origine b se confond avec la valeur usuelle de 26Mg/24Mg. Les auteurs interprètent la pente a = 6 × 10−5 (0,006 %) comme la valeur du rapport isotopique 26Al/27Al des matériaux dont ces grains ont été formés, c.-à-d. ce rapport dans la nébuleuse solaire à l'époque où les grains ont été formés. L'aluminium 26 présent à cette époque a disparu (il n'y a plus que de l'aluminium 27), s'étant transformé en magnésium 26.
Le cas du plutonium 244 est particulier. Il fait partie des isotopes suffisamment lourds pour se désintégrer aussi (à côté des désintégrations α et β classiques) par fission spontanée. Chaque événement de fission spontanée laisse, dans le minéral où se trouvait le noyau lourd, des défauts cristallins provoqués par les noyaux issus de la fission. Ces défauts sont, après un traitement chimique approprié, observables au microscope : on les appelle traces de fission. Ces traces de fission diffèrent d'un noyau lourd à l'autre : on sait ainsi distinguer les traces de fission de l'uranium 235, de l'uranium 238 et du thorium 232. Quand on a aussi observé des traces de fission différentes des précédentes, on a pensé qu'elles pouvaient provenir d'un isotope éteint ; mais c'est seulement après avoir synthétisé le plutonium 244 et analysé ses propriétés que ses traces de fission ont été formellement identifiées.

## Origine des radioactivités éteintes
Les isotopes primordiaux n'étaient pas les seuls présents sur Terre (ou sur un autre objet du Système solaire) juste après sa formation. Il y avait aussi tous les isotopes radioactifs produits par la nucléosynthèse stellaire (processus s, r et p) et dont la demi-vie était suffisamment grande pour ne pas avoir déjà disparu dans l'intervalle de temps séparant l'isolement de la nébuleuse protosolaire de la formation de l'objet céleste considéré, mais pas assez pour avoir survécu à 4,54 Ga de désintégrations radioactives sans réapprovisionnement. Il s'agit donc de radioisotopes dont la demi-vie se situe entre 0,1 et 100 Ma.

### Régime permanent et supernova fondatrice
On sait depuis les années 60 que des isotopes radioactifs de courte demi-vie étaient présents dans le Système solaire à son origine. On avait en effet mesuré des excès de xénon 129 corrélés aux concentrations d'iode, trahissant ainsi la présence initiale d'iode 129. La demi-vie de 129I n'étant pas très courte (environ 16 Ma), la présence de cet isotope n'est pas difficile à comprendre : dans le nuage moléculaire à l'origine du Système solaire l'injection d'iode 129 (synthétisé par le processus r dans des supernovas) et sa désintégration radioactive s'équilibraient pour donner une concentration d'équilibre (régime permanent), et c'est seulement avec l'isolement de la nébuleuse protosolaire que l'iode 129 s'est mis à décroître sans apport compensatoire.
La situation change dans les années 70 avec la découverte d'excès de magnésium 26 dans la météorite Allende, corrélés au rapport Al/Mg,. Comme pour le xénon 129 cette corrélation témoigne de la présence initiale d'un radioisotope éteint, ici l'aluminium 26. Le problème vient de la faible demi-vie de 26Al (0,73 Ma) et de la relativement grande richesse initiale en cet isotope (26Al/27Al de l'ordre de 5 × 10−5). La faible fréquence des supernovas (une à trois par siècle pour toute la galaxie) implique une concentration de régime permanent beaucoup plus faible. Il faut alors admettre qu'une étoile en fin de vie a explosé au voisinage de la nébuleuse protosolaire ou du Système solaire naissant, au plus quelques millions d'années avant cette naissance. Ce n'est pas nécessairement une coïncidence extraordinaire, car l'explosion d'une supernova à proximité d'une nébuleuse est justement l'une des explications avancées pour le déclenchement de la contraction de cette nébuleuse (via l'onde de choc engendrée par l'explosion) : cette supernova « fondatrice » aurait provoqué la naissance du Système solaire en même temps qu'elle l'aurait ensemencé en isotopes radioactifs fraîchement synthétisés.

### Réapprovisionnement
Les radioisotopes de demi-vie comprise dans l'intervalle 0,1-100 Ma ne sont pas tous considérés comme des radioisotopes éteints, car certains d'entre eux sont recréés par la suite. L'uranium 234, par exemple (demi-vie T = 0,245 66 Ma), est présent dans tous les minéraux contenant de l'uranium car c'est l'un des termes de la chaîne de désintégration de l'uranium 238 (équilibre séculaire). L'uranium 234 présent lors de la formation de la Terre a bien disparu, mais on ne peut guère espérer en détecter la trace (via des excès de son descendant stable, le plomb 206) car les traces de l'uranium 234 initial sont occultées par celles de l'uranium 234 formé pendant toute l'histoire de la Terre.
Un problème analogue se pose pour le béryllium 10 (T = 1,513 Ma), le manganèse 53 (T = 3,81 Ma) et l'iode 129 (T = 15,7 Ma), qui sont produits par spallation des rayons cosmiques dans la haute atmosphère. Dans ces cas on peut néanmoins repérer les traces des radioisotopes éteints (présents lors de la formation de la Terre), parce qu'on ne les trouvera pas dans les mêmes échantillons que les produits de désintégration des noyaux de 10Be, 53Mn ou 129I formés dans l'atmosphère puis incorporés dans les sédiments. L'identification de ces radioactivités éteintes nécessite cependant des précautions méthodologiques.

## Datation par radioactivité éteinte
La datation radiométrique est ordinairement fondée sur l'observation d'une relation linéaire entre l'abondance relative de l'isotope-fils et l'abondance résiduelle de l'isotope-père, et ce que cette relation permet de mesurer est le temps écoulé depuis la formation du matériau analysé. On peut par exemple dater la cristallisation d'un granite à partir de la relation linéaire entre les rapports isotopiques 87Sr/86Sr et 87Rb/86Sr dans différents minéraux (87Sr est le fils de 87Rb). Dans le cas d'une radioactivité éteinte l'isotope-père a entièrement disparu, mais son abondance initiale était proportionnelle à celle(s) du ou des isotope(s) stable(s) du même élément chimique (« élément-père ») : l'observation d'une relation linéaire entre l'abondance relative de l'isotope-fils et celle de l'élément-père permet de calculer la composition isotopique de l'élément-père lors de la formation du matériau analysé. C'est cette composition isotopique initiale qui permet de dater la formation du matériau, sachant que l'abondance relative du radioisotope éteint a décru régulièrement dans la nébuleuse solaire selon une loi connue. Alors que la datation radiométrique traditionnelle permet d'estimer l'intervalle de temps séparant la formation d'un matériau et l'instant présent, la datation par radioactivité éteinte permet d'estimer l'intervalle de temps écoulé entre la formation d'un matériau et celle d'un autre, pourvu que ces deux événements se soient produits dans les premiers millions d'années du Système solaire. L'intérêt de ce type de datation est sa grande précision, liée à la faible valeur des demi-vies des isotopes radioactifs considérés (des intervalles de temps relativement courts suffisent à générer d'importantes différences dans la composition isotopique de l'élément-père).

## Principales radioactivités éteintes
| Z    | Radioisotope éteint | Demi-vie (Ma) | Descendant stable          | Z    |
| ---- | ------------------- | ------------- | -------------------------- | ---- |
| 20Ca | Calcium 41          | 0,1021        | Potassium 41               | 19K  |
| 17Cl | Chlore 36           | 0,301         | Argon 36                   | 18Ar |
| 13Al | Aluminium 26        | 0,7166        | Magnésium 26               | 12Mg |
| 26Fe | Fer 60              | 1,49          | Nickel 60                  | 28Ni |
| 4Be  | Béryllium 10        | 1,39 ,        | Bore 10                    | 5B   |
| 40Zr | Zirconium 93        | 1,532         | Niobium 93                 | 41Nb |
| 64Gd | Gadolinium 150      | 1,792         | Samarium 146               | 62Sm |
| 55Cs | Césium 135          | 2,31          | Baryum 135                 | 56Ba |
| 43Tc | Technétium 97       | 2,6           | Molybdène 97               | 42Mo |
| 66Dy | Dysprosium 154      | 3,01          | Néodyme 142                | 60Nd |
| 25Mn | Manganèse 53        | 3,81          | Chrome 53                  | 24Cr |
| 43Tc | Technétium 98       | 4,12          | Ruthénium 98               | 44Ru |
| 46Pd | Palladium 107       | 6,66          | Argent 107                 | 47Ag |
| 72Hf | Hafnium 182         | 8,88          | Tungstène 182              | 74W  |
| 82Pb | Plomb 205           | 15,32         | Thallium 205               | 81Tl |
| 96Cm | Curium 247          | 15,6          | Plomb 207                  | 82Pb |
| 53I  | Iode 129            | 15,7          | Xénon 129                  | 54Xe |
| 41Nb | Niobium 92          | 34,9          | Zirconium 92               | 40Zr |
| 94Pu | Plutonium 244       | 79,3          | Plomb 208                  | 82Pb |
| 94Pu | Plutonium 244       | 84            | Xénon 131, 132, 134 et 136 | 54Xe |
| 62Sm | Samarium 146        | 103,1         | Néodyme 142                | 60Nd |